# دیون لندور
دیون لندور (انگلیسی: Deon Lendore؛ ۲۸ اکتبر ۱۹۹۲ – ۱۰ ژانویهٔ ۲۰۲۲) دونده، و ورزشکار دو و میدانی اهل ترینیداد و توباگو بود.
او در دوی ۴۰۰ متر تخصص داشت. لندور در مسابقات امدادی ۴۰۰ × ۴ متر در بازی‌های المپیک تابستانی ۲۰۱۲ مدال برنز را کسب کرد و در مسابقات قهرمانی دو و میدانی نوجوانان پان آمریکا، مسابقات قهرمانی دو و میدانی جهانی و مسابقات دو و میدانی داخل سالن جهان مدال کسب کرد.

## درگذشت
لندور در ۱۰ ژانویه ۲۰۲۲ در یک تصادف اتومبیل در تگزاس کشته شد.